# متلازمة دينيس-دراش
متلازمة دينيس-دراش أو متلازمة دراش (بالإنجليزية: Denys–Drash syndrome) هي اضطراب أو متلازمة وراثية نادرة ناجمة عن طفرات في الجين الكابت للورم ويلمز (WT1). وتتميز متلازمة دينيس-دراش بثلاثة أمور رئيسية:
- وظيفة الكلى غير الطبيعية (اعتلال الكلية الخلقي).
- ورم سرطاني في الكلى يسمى ورم ويلمز.
- اضطرابات في النمو الجنسي وتكوين الغدد التناسلية لدى الذكور المصابين (معظم الإناث المصابات لديهن أعضاء تناسلية طبيعية).

## الأعراض والعلامات
سريريًا، تتميز متلازمة دينيس-دراش بالخنوثة الكاذبة، والتصلب الكلوي مسراق الكبيبة، وورم ويلمز. تظهر الحالة في البداية على شكل متلازمة كلوية مبكرة وتتطور إلى تصلب كلوي مسراق الكبيبة، وفي النهاية فشل كلوي - عادة خلال السنوات الثلاث الأولى من الحياة.
يُظهر الذكور المصابون بمتلازمة دينيس دراش خلل تكوين الغدد التناسلية والخصية غير النازلة. عادةً ما يكون لدى الإناث المصابات بمتلازمة دينيس دراش أعضاء تناسلية طبيعية.
تشمل الخصائص المميزة لـ متلازمة دينيس-دراش فقدان المرح، وانخفاض الشهية، وفقدان الوزن، وتأخر النمو، وتطور الهيكل العظمي غير الطبيعي، والأرق، وآلام البطن، والإمساك، وانقطاع البول.

## الأسباب
سبب متلازمة دينيس-دراش هو في الغالب (96% من المرضى) خلل في جين WT1 (جين ويلمز الكابت للورم). تشمل هذه التشوهات تغيرات في بعض الإكسونات (9 و 8) والطفرات في بعض أليلات جين WT1. وراثيًا، ترجع هذه المتلازمة إلى طفرات في جين ويلمز الكابت للورم، WT1، الموجود على الكروموسوم 11 (11p13). عادة ما توجد هذه الطفرات في الإكسون 8 أو 9، ولكن تم الإبلاغ عن واحدة على الأقل في الإكسون 4.
يمكن توريث الحالة بنمط وراثي جسمي سائد، ولكن معظم الحالات تحدث بسبب طفرات جينية جديدة لدى الأشخاص الذين ليس لديهم تاريخ عائلي للاضطراب.

## مآل المرض
وجدت مراجعة أجريت عام 1994 لـ 150 حالة تم الإبلاغ عنها في الأدبيات الطبية أن 38% منهم ماتوا بمتوسط عمر للوفاة يبلغ عامين. وكان 32% منهم لا يزالون على قيد الحياة وقت إعداد التقرير بمتوسط عمر 4.65. ولم تتوفر بيانات عن الباقي. وصف المؤلف العيش مع متلازمة دينيس دراش بأنه "المشي على حبل مشدود متعدد الأبعاد".